# سونالي بندر
سونالي بندر (بالإنجليزية: Sonali Bendre)‏ مواليد 1 يناير 1975 في مومباي، ماهاراشترا، الهند، هي ممثلة هندية بدأت مسيرتها الفنية عام 1994.

## الأعمال

### أفلام
- غدا قد يأتي وقد لا يأتي

## وصلات خارجية
- سونالي بندر على موقع IMDb (الإنجليزية)
- سونالي بندر على موقع ميتاكريتيك (الإنجليزية)
- سونالي بندر على موقع روتن توميتوز (الإنجليزية)
- سونالي بندر على موقع ألو سيني (الفرنسية)
- سونالي بندر على موقع ميوزك برينز (الإنجليزية)
- سونالي بندر على موقع أول موفي (الإنجليزية)
- سونالي بندر على موقع قاعدة بيانات الفيلم (الإنجليزية)
- سونالي بندر على موقع كينوبويسك (الروسية)